# Ulmus laevis var. celtidea

El Ulmus laevis var. celtidea Rogow. fue una variedad del Olmo Blanco Europeo descrito por primera vez por Rogowicz, quien encontró el árbol en 1856 junto al río Dnjepr cerca de Chernígov en lo que es actualmente el norte de Ucrania. El espécimen en cuestión está albergado en el Jardín Nacional de Ucrania.  La variedad fue primeramente denominada Ulmus pedunculata var. celtidea.
Más tarde se localizaron árboles similares cerca de Briansk en Oryol Oblast, pero mostraban hojas de mayor tamaño.

## Descripción
Las hojas tenían forma ovalada-lanceolada, pero con una longitud de sólo 25 milímetros (1 plg), con un final alargado en el ápice, y un aspecto aserrado, parcialmente ancho y desigual en la base. Los frutos también tenían el tamaño más reducido de la especie.

## Cultivo
Un espécimen fue cultivado en el Strona Arboretum, Universidad de Ciencias de la Salud, Varsovia, Polonia (como  Ulmus celtidea   Litv. </ Small>), que murió alrededor de 2006. El árbol fue cultivado a partir de semillas recolectadas de un árbol en el Jardín Botánico de la Universidad de  St. Petersburgo en 1961; no se sabe si este árbol aún está vivo. No se conocen cultivares ni cultivares híbridos de la especie.

## Sinonimia
- Ulmus celtidea: Litvinov, Schedae. Herb. Fl. Ross., vi. 167, 1908.
- Ulmus pedunculata var. celtidea. Rogow. 1856.
- Ulmus pedunculata (: laevis) var. glabra: Trautvetter,  Bulletin de la Classe physico-mathématique de l'Académie impériale des sciences de Saint-Pétersbourg, xv. 349 1857.
- Ulmus effusa Will. f. celtidea Rogow.